# Leobardo Pérez Jiménez
Leobardo Pérez Jiménez (El Carmen de Viboral, Colombia, 22 de septiembre de 1945) es un pintor y escultor colombiano. Su obra es reconocida a nivel nacional e internacional al mismo nivel que aquella de artistas colombianos como Omar Rayo, Fernando Botero, David Manzur, Carlos Jacanamijoy, Ana Mercedes Hoyos entre otros. Su obra ha tenido gran impacto en el público general gracias principalmente a sus esculturas realizadas a partir de armas blancas recuperadas de medios violentos de la sociedad, y a sus esculturas monumentales. 

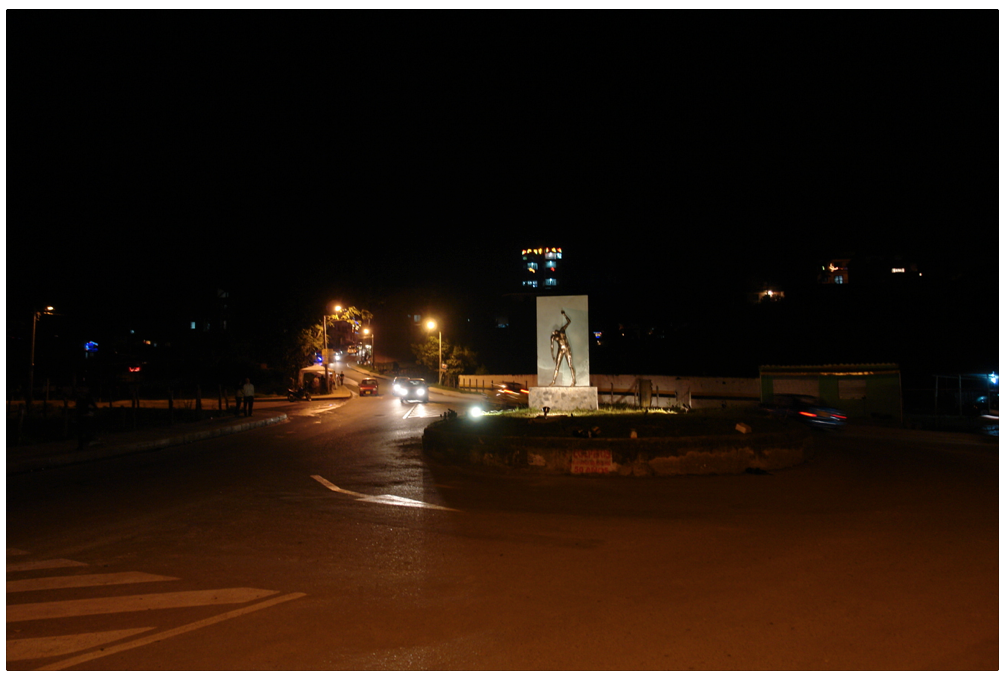
Obra Monumental

## Historia
Nació en el seno de una familia de escasos recursos, se trasladó a temprana edad al municipio de Medellín, donde en paralelo a diversas actividades, principalmente comerciales, para su sustento y el de su familia, llevó a cabo una intensa actividad de investigación artística e intelectual. Inició su trabajo de creación y exploración artística desde su juventud, pero no lo hizo visible hasta su edad adulta.
Después de múltiples exposiciones colectivas o de carácter privado,[cita requerida] lanzó en pleno y ante el público su carrera artística con la exposición "Antropometrías" en la casa de la cultura de Caldas, Antioquía en 2004.
Al ganar un cierto reconocimiento en el medio artístico de Antioquía y Bogotá con su trabajo pictórico, priorizó su trabajo de taller en la creación de esculturas, trabajo con el cual logró la consagración en el medio artístico a nivel nacional e internacional.
Su reconocimiento frente al público general y los medios fue generado por sus trabajos escultóricos realizados a partir de armas blancas. Este trabajo fue retomado por entes institucionales para profundizar sus campañas de sensibilización, desarme y pacificación de la sociedad civil.
Sus obras monumentales son apreciables en el museo Casa de la Memoria Medellín y en el triángulo de la libertad en el oriente antioqueño.
Actualmente, en paralelo a su trabajo escultórico y pictórico, lidera del proyecto cultural "Parque Internacional de Arte PIA" en zona rural de Marinilla.